# 加纳鹃鵙
加纳鹃鵙（学名：Campephaga lobata）是山椒鸟科鹃鵙属的一种，分布于科特迪瓦、加纳、几内亚、利比里亚和塞拉利昂。其自然栖息地为亚热带或热带的湿润低地森林以及亚热带或热带的沼泽。该物种受栖息地减少威胁。